# Nikola Milinković
Nikola Milinković (Sanski Most, 19 marzo 1968) è un allenatore di calcio ed ex calciatore serbo, di ruolo centrocampista.

## Biografia
È il padre dei calciatori serbi Sergej e Vanja Milinković-Savić.

## Carriera

### Club
Nikola Milinković iniziò la propria carriera professionistica con il FK Bečej, dove si mise in evidenza con 24 reti in 58 presenze. Successivamente si trasferì in Spagna, vestendo le maglie del UE Lleida e del UD Almería.
Dopo l’esperienza spagnola, proseguì la carriera in Portogallo, militando prima nel GD Chaves e poi nel FC Alverca, passando anche per il CD Ourense in Spagna. Nel 2001 si trasferì in Austria al Grazer AK, dove rimase tre stagioni.
Negli ultimi anni di carriera giocò per diverse squadre minori, tra cui il ASK Schwadorf, il FK Radnički Niš, l’USV Markt Hartmannsdorf e il Cro-Vienna Florio, dove chiuse la carriera da calciatore.

### Allenatore
Dopo il ritiro intraprese la carriera da allenatore, guidando alcune squadre in Austria, tra cui lo stesso ASK Schwadorf, il Cro-Vienna Florio, il Celik Pötzleinsdorf e il Simmering SC.

## Palmarès

### Giocatore

#### Competizioni nazionali
- Coppa d'Austria: 2

Grazer AK: 2001-2002, 2003-2004
- Supercoppa d'Austria: 1

Grazer AK: 2002
- Campionato austriaco: 1

Grazer AK: 2003-2004